# Línea 3 (Metro de Sevilla)
La línea 3 es una línea en construcción del Metro de Sevilla. Sus obras iniciaron en febrero de 2023.
La línea cruzará  en subterráneo la ciudad de norte a sur, desde el populoso barrio de Pino Montano hasta Bellavista, al sur de la ciudad, pasando por Los Bermejales. La línea atravesará zonas densamente pobladas de la ciudad como el barrio de La Macarena y la Ronda Histórica.
Se contempla una posible ampliación hasta el municipio de Dos Hermanas, así como otras ampliaciones al barrio de San Jerónimo de la capital hispalense y una lanzadera hasta la unión de los núcleos de San José de la Rinconada y La Rinconada.
La línea 3 tendrá intermodalidad con la línea  en el Prado de San Sebastián; con la línea  en María Auxiliadora; y con la línea  en las estaciones de Hospital Virgen Macarena y La Palmera. A su vez, se está estudiando su interconexión con la red de Cercanías de Renfe en su extremo norte, con las líneas C2 y C5. También coincidirá en su trazado con el tranvía Metrocentro en la estación del Prado de San Sebastián y en la de María Auxiliadora, aunque en el caso de esta última, es tan solo una alternativa aún en estudio. 

## Historia
La construcción de esta línea se ejecuta en dos tramos: norte y sur, divididos por la Estación de Prado de San Sebastián. El tramo norte (Pino Montano - Prado de San Sebastián) tiene ya un trazado aprobado y sus obras se encuentran ejecutándose actualmente con una fecha de finalización de 2030. Por su parte, el tramo sur se encuentra todavía sin un cronograma aprobado.
Para esta primera parte la Junta de Andalucía y el Estado llegaron a un acuerdo de financiación en noviembre de 2022, que se firmó  el 25 de enero de 2023 que supone que cada una de las administraciones aporta el 50% de los fondos entre 2023 y 2030. De acuerdo con el proyecto, el tramo norte recorre 8,5 kilómetros, incluyendo un ramal técnico de conexión con los talleres y las cocheras.
En diciembre de 2022 se adjudicaron las obras del ramal técnico a la UTE Lantania SA y DSV Empresa Conctructura y Ferroviaria S.L. que empezaron en febrero de 2023. En febrero de 2024 se adjudicaron las obras del primer subtramo que transcurre por el barrio de Pino Montano y que supone un trayecto de 2,4 kilómetros de largo, una cuarta parte del recorrido total del tramo norte. 
Dichas obras comenzaron el 8 de abril de 2024, mismo día en el que se licitaron las obras para el segundo subtramo. El inicio de las obras en tramo urbano fue supervisado por el presidente del Gobierno, Pedro Sánchez; el ministro de Transportes, Óscar Puente; la ministra de Vivienda, Isabel Rodríguez; el presidente andaluz: Juanma Moreno y el alcalde de la ciudad, José Luis Sanz Ruiz.
El 25 de septiembre de 2024 dieron comienzo las obras del segundo subtramo, que discurre entre las estaciones de Los Mares y San Lázaro, teniendo un tiempo de ejecución estimado de 3 años. Las obras de este tramo corresponden a la UTE Azvi, Dragados y Martín Casillas, y con ellas, más de la mitad de la línea se encuentra en construcción.
Las obras del tercer tramo comenzaron el 20 de junio de 2025. El tramo, que alberga la estación más compleja de la línea: la Estación de Hospital Virgen Macarena, tiene un plazo de ejecución de 46 meses y un presupuesto de 178 millones de euros.

## Estaciones y características
- Municipios: Sevilla.
- Número de estaciones: 24 (12 tramo norte y 12 tramo sur).
- Estimación de viajeros: 37 millones al año.
- Coste: 1366 millones de euros (tramo norte).

### Vehículos
- Anchura exterior (mm): 2650.
- Longitud entre testeros (mm): 31260.
- Alimentación (Vcc catenaria): 750.
- Altura de piso (mm): 350.
- Altura del vehículo (mm): 3390.
- Paso libre puertas (mm): 1300/800.
- Estructura de caja: acero inoxidable ferrítico en costados y cubierta y acero corten en bastidor.
- Puertas por costado: 6.
- Composición: cinco cajas articuladas apoyadas sobre tres bogies.
- Velocidad máxima (km/h): 70.
- Velocidad media (km/h): 30.
- Potencia total (kW): 8 x 70.
- Plazas sentadas por unidad de tren: 54.
- Total plazas: 275.
- Plazas de pie por coche: 221.
- Aceleración arranque (m/s²): 1,2.
- Prestaciones:
  - Aire acondicionado.
  - Aire acondicionado en sala de viajeros.
  - Aire acondicionado de cabina ATP.
  - Información de destino.
  - Información acústica y visual.
  - Anuncio automático de estaciones y gráficos de línea activos.
  - Equipamiento: enganche plegable de tipo Scharfenberg.